# Дилбек
Дилбек (на нидерландски: Dilbeek) е селище в Централна Белгия, окръг Хале-Вилворде на провинция Фламандски Брабант. Населението му е около 39 400 души (2006).
В Дилбек е седалището на влиятелния дясноцентристки всекидневник „Стандард“.